# Dormaa Ahenkro

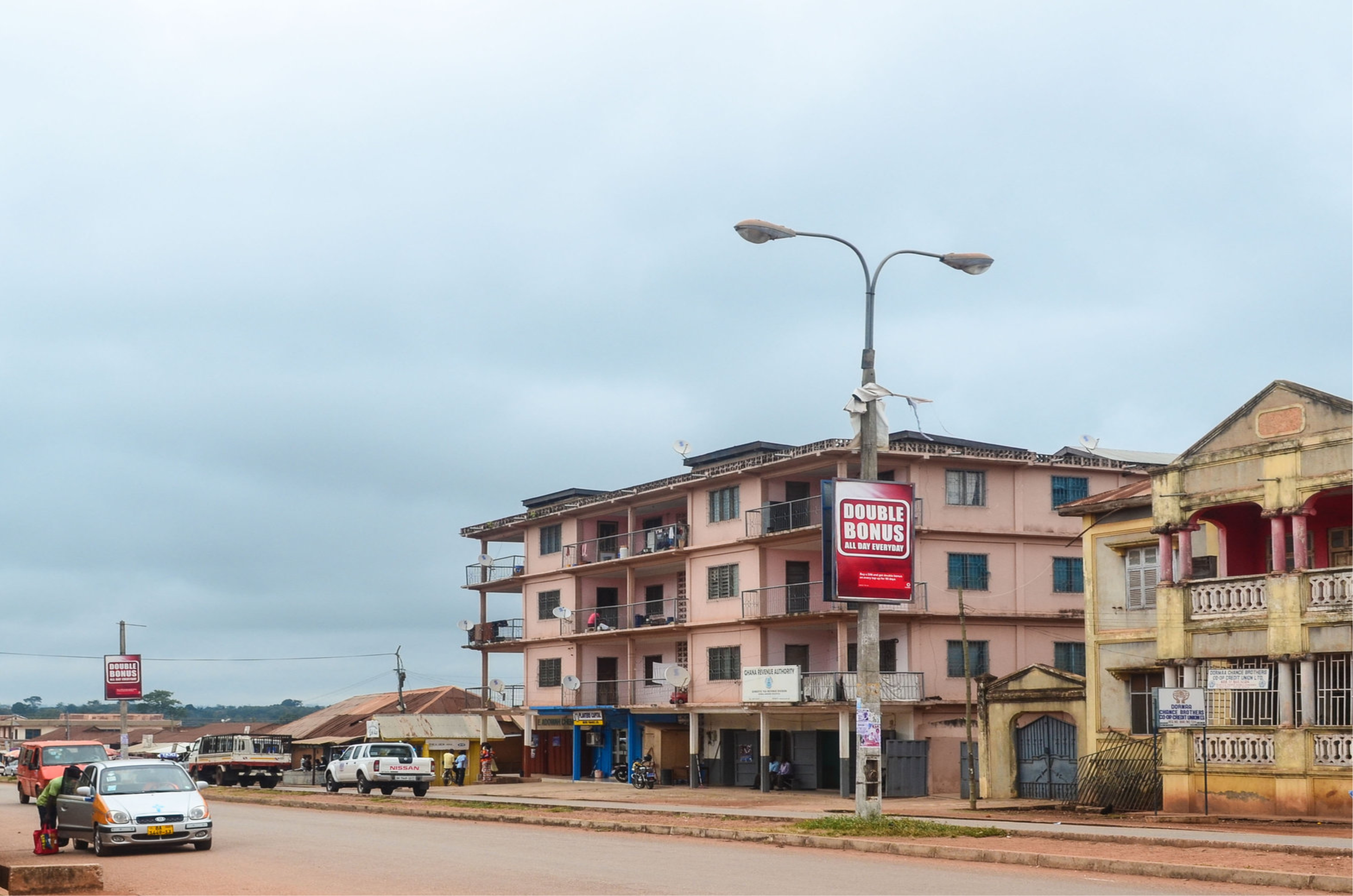
Gata i Dormaa Ahenkro.

Dormaa Ahenkro (eller bara Dormaa) är en ort i västra Ghana, belägen cirka en mil från gränsen till Elfenbenskusten. Den är huvudort för distriktet Dormaa, och folkmängden uppgick till 37 455 invånare vid folkräkningen 2010.